# François Wahl
Pour les articles homonymes, voir Wahl (homonymie).
François Wahl, né le 13 mai 1925 à Paris et mort le 15 septembre 2014 à Avilly-Saint-Léonard (Oise,), est un philosophe et éditeur français. 

## Éléments biographiques
À dix-huit ans, François Wahl perd son père, administrateur des Galeries Lafayette, mort en déportation à Auschwitz après avoir été dénoncé comme Juif en 1943. Son père, Paul Wahl, est né le 1er février 1874 à Chalons-sur-Marne. Sa dernière adresse était au 36 rue Claude Joseph Bonnet à Lyon, ville où il est arrêté. Il est déporté par le Convoi No. 60, en date du 7 octobre 1943, du Camp de Drancy vers Auschwitz. Il avait 69 ans. En juin 1944, François Wahl rejoint le maquis puis retourne à Paris à la Libération, et rencontre Élie Wiesel, dont il est le professeur de philosophie. Il milite jusqu'en 1948 pour la création de l’État d'Israël au sein du Groupe Stern.
Au terme de ses études à Paris, il obtient l'agrégation de philosophie.
En 1957, il entre aux Éditions du Seuil, où il fonde avec Paul Ricœur la collection « L'Ordre philosophique » en 1966. Il y contribue à la promotion du structuralisme en publiant notamment Barthes et Lacan. 
En 1991, il décide de cesser toute activité éditoriale pour se consacrer à l'écriture. Cinq ans plus tard, il publie Introduction au discours du tableau. En septembre 2007, il publie son second ouvrage, Le Perçu, ouvrage dans lequel il renoue avec la grande tradition phénoménologique (Husserl, Heidegger, Merleau-Ponty) et prolonge le dialogue avec son ami Alain Badiou. Malgré le rôle historique de Wahl dans le rayonnement intellectuel de la maison, les Éditions du Seuil ont refusé Le Perçu, arguant de sa trop grande taille (800 p.), tandis qu'elles maintenaient la publication des lettres de Martin Heidegger à sa femme Elfride (Ma chère petite âme, « L'ordre philosophique », octobre 2007, 524 p.). Ce refus a provoqué la démission d'Alain Badiou et de Barbara Cassin, qui dirigeaient la collection « L'ordre philosophique » depuis  le départ à la retraite de Wahl. 
Cette collaboration s'est ensuite poursuivie chez Fayard avec la nouvelle collection « Ouvertures », dont Le Perçu est le premier titre.
Il était le compagnon de Severo Sarduy.